# Амарал, Андре ду
Андре ду Амарал (порт. André do Amaral; ок. 1455 — 5 ноября 1522, Родос) — португальский дворянин, великий канцлер Ордена госпитальеров.

## Биография
Происходил из дворянской семьи; был сыном Мартима Гонсалвеша ду Амарала и его жены Месии Родригеш Омем.
В 1510 году был во главе одной из эскадр, атаковавшей порт Александретту, в результате чего было захвачено 10 торговых египетских кораблей с грузом леса, 4 военные галеры и множество пленных.
В июле 1522 года огромная турецкая армия под командованием султана Сулеймана I высадилась на Родос и продолжила осаду крепости, которую до этого вели 10000 турок под командованием Мустафы-паши. Многие приступы со стороны турок были отбиты с тяжёлыми для них потерями, но также и осаждённые несли потери и испытывали недостаток в продовольствии, о чём стало известно туркам со стороны слуги Амарала Диаша, посылавшего стрелы с записками в турецкий лагерь.
27 октября 1522 года вскрылась измена со стороны Амарала, его слуга Диаш под пытками рассказал о намерении впустить турок в крепость 1 ноября. Спустя четыре дня, 5 ноября Амарал и Диаш были казнены. Несмотря на новые отбитые приступы со стороны турок, 20 декабря гарнизон крепости во главе с Филиппом де Вилье капитулировал на почётных для себя условиях.